# Mythicomyia orthis
Mythicomyia orthis är en tvåvingeart som beskrevs av Hall 1976. Mythicomyia orthis ingår i släktet Mythicomyia och familjen svävflugor. Inga underarter finns listade i Catalogue of Life.